# Amaníaco Ediciones
Amaníaco Ediciones es una editorial española de cómics, ubicada en Barcelona y surgida en 1996 en torno a la revista homónima. Su director es Jordi Coll.

## Trayectoria
En 1998 se inicia con un volumen dedicado a El hombre que araña de Félix Sánchez la colección de álbumes monográficos Los impresentables de Amaníaco, en la que aparecen además los siguientes títulos:
- Historias un poco asombrosas y tal, de Iván Sarnago (1998)
- Hermi y Max 1, de Ricardo Peregrina (1998)
- Sinvergüenzas ajenas, de Jordi Canyissà (1998)
- Hermi y Max 2, de Ricardo Peregrina (1999)
- Todos para Uno, con guion de Josep Busquet y dibujo de varios autores (1999)
- Garou Chan (1 de 4), de Studio Kôsen (1999)
- Billete de ida al espacio, de Jali (1999)
- Invasores en la escalera (1 de 2), de Manuel M. Vidal e Iván Sarnago (2000)
- Hermi y Max 3, de Ricardo Peregrina (2000)
- Garou Chan (2 de 4), de Studio Kôsen (2000)
- Invasores en la escalera (2 de 2), de Manuel M. Vidal e Iván Sarnago (2000)
- Johnny Wizard, de Gallego bros (2000)
- Fan Fight Force (1 de 3), de Guillem March (2000)
- Fan Fight Force (2 de 3), de Guillem March (2001)
- Telekillers, de Deamo bros (2001)
- Norbertito y su mamá, de Ricardo Peregrina (2001)
- Garou Chan (3 de 4), de Studio Kôsen (2001)
- Underground love, de Ken Niimura (2001)
- El ático, de Jordi Canyissà (2001)
- Garou Chan (4 de 4), de Studio Kôsen (2001)
- Aunque te rindas y otras historias, de Guillem March (2001)
- Mighty sixties, de Pedro Belushi y Carlos Vermut (2001)
- Carne de psiquiatra, de Lluïsot (2001)
- Hole'n'virgin, de Raule y Roger Ibáñez (2001)

En 2002, se decide editar también la colección Biblioteca Amaníaco, compuesta por tomos monográficos, encuadernos en rústica y con lomo. "Los impresentables" continúan con:
- Amores muertos, de Raule y Roger Ibáñez (2002)
- Clockworld, de Ken Niimura (2002)
- Don Pankracio, el yayo punk, de Marc Alberich (2002)
- Solo Suso (R.I.P), de Bié (2002)
- El terror invisible, de Carlos de Diego y Carlo Hart (2003)
- Cabos sueltos, de Raule y Roger Ibáñez (2003)
- Mundo pequeñín, de Ferran Martín (2003)